# Miriam Picchi
Miriam Picchi (Alatri, 29 settembre 1997) è una calciatrice italiana, centrocampista mezzala del Como.

## Carriera

### Club
Miriam Picchi si appassiona al gioco del calcio fin dalla giovanissima età decidendo di iniziare l'attività agonistica tesserandosi con il Tecchiena, squadra dell'omonima frazione del comune di Alatri.
Dalla stagione 2011-2012 viene tesserata dalla Lazio. Le sue prestazioni le permettono di essere inserita come riserva nella rosa della squadra titolare che partecipa alla Serie A, dove fa il suo debutto il 5 maggio 2012, in un incontri con il Bardolino Verona, incontro poi terminato per 3-1 per le veronesi. Picchi resta alla Lazio per quattro stagioni consecutive, due delle quali nella massima serie e, dopo la retrocessione patita al termine della stagione 2012-2013, le ultime in Serie B, tornata secondo livello del campionato italiano.
Durante il calciomercato estivo 2015 sottoscrive un accordo con la Res Roma per la stagione successiva, inserita sia nella squadra titolare che milita in Serie A che nella formazione primavera..
Al termine della stagione 2017-2018 la Res Roma ha ceduto il proprio titolo sportivo di partecipazione al campionato di Serie A alla neonata AS Roma, svincolando tutte le sue tesserate. Picchi per la stagione 2018-2019 si è accordata con la Lazio, partecipante al campionato di Serie B a girone unico.
Nell'estate 2019 si trasferisce a Ravenna, sempre in Serie B.
Dopo due stagioni consecutive al Ravenna, nel luglio 2021 si è trasferita al Como.

### Nazionale
Nell'agosto 2015 il tecnico federale Enrico Sbardella, responsabile della Nazionale italiana Under-19, la inserisce nell'iniziale rosa delle 25 atlete convocate in vista della prima fase di qualificazione all'edizione 2016 del Campionato europeo di categoria, senza tuttavia essere impiegata.

### Presenze e reti nei club
Statistiche aggiornate all'11 maggio 2025.
| Stagione        | Squadra         | Campionato      | Campionato | Campionato | Coppe nazionali | Coppe nazionali | Coppe nazionali | Coppe internazionali | Coppe internazionali | Coppe internazionali | Altre coppe | Altre coppe | Altre coppe | Totale | Totale |
| Stagione        | Squadra         | Comp            | Pres       | Reti       | Comp            | Pres            | Reti            | Comp                 | Pres                 | Reti                 | Comp        | Pres        | Reti        | Pres   | Reti   |
| --------------- | --------------- | --------------- | ---------- | ---------- | --------------- | --------------- | --------------- | -------------------- | -------------------- | -------------------- | ----------- | ----------- | ----------- | ------ | ------ |
| 2011-2012       | Lazio CF        | A               | 1          | 0          | CI              | ?               | ?               |                      | -                    | -                    |             | -           | -           | 1      | 0      |
| 2012-2013       | Lazio CF        | A               | 11         | 0          | CI              | ?               | ?               |                      | -                    | -                    |             | -           | -           | 11     | 0      |
| 2013-2014       | Lazio CF        | B               | ?          | ?          | CI              | ?               | ?               |                      | -                    | -                    |             | -           | -           | ?      | ?      |
| 2014-2015       | Lazio CF        | B               | ?          | ?          | CI              | ?               | ?               |                      | -                    | -                    |             | -           | -           | ?      | ?      |
| Totale Lazio CF | Totale Lazio CF | Totale Lazio CF | 12+        | 0+         |                 | ?               | ?               |                      | -                    | -                    |             | -           | -           | 12+    | 0+     |
| 2015-2016       | Roma CF         | B               | 13         | 0          | CI              | 4               | 1               |                      | -                    | -                    |             | -           | -           | 17     | 1      |
| 2016-2017       | Roma CF         | B               | 21         | 0          | CI              | 3               | 1               |                      | -                    | -                    |             | -           | -           | 24     | 1      |
| 2017-2018       | Roma CF         | B               | 20         | 0          | CI              | 3               | 0               |                      | -                    | -                    |             | -           | -           | 23     | 0      |
| Totale Roma CF  | Totale Roma CF  | Totale Roma CF  | 54         | 0          |                 | 10              | 2               |                      | -                    | -                    |             | -           | -           | 64     | 2      |
| 2018-2019       | Lazio           | B               | 22         | 1          | CI              | ?               | ?               |                      | -                    | -                    |             | -           | -           | 22+    | 1+     |
| 2019-2020       | Ravenna         | B               | ?          | ?          | CI              | ?               | ?               |                      | -                    | -                    |             | -           | -           | ?      | ?      |
| 2020-2021       | Ravenna         | B               | ?          | ?          | CI              | ?               | ?               |                      | -                    | -                    |             | -           | -           | ?      | ?      |
| Totale Ravenna  | Totale Ravenna  | Totale Ravenna  | ?          | ?          |                 | ?               | ?               |                      | -                    | -                    |             | -           | -           | ?      | ?      |
| 2021-2022       | Como            | B               | 25         | 9          | CI              | 4               | 0               |                      | -                    | -                    |             | -           | -           | 29     | 9      |
| 2022-2023       | Como            | A               | 26         | 0          | CI              | 1               | 0               |                      | -                    | -                    |             | -           | -           | 27     | 0      |
| 2023-2024       | Como            | A               | 20         | 2          | CI              | 1               | 0               |                      | -                    | -                    |             | -           | -           | 21     | 2      |
| 2024-2025       | Como            | A               | 23         | 1          | CI              | 1               | 1               |                      | -                    | -                    |             | -           | -           | 24     | 2      |
| Totale Como     | Totale Como     | Totale Como     | 94         | 12         |                 | 7               | 1               |                      | -                    | -                    |             | -           | -           | 101    | 8      |
| Totale carriera | Totale carriera | Totale carriera | 292+       | 14+        |                 | 20+             | 3+              |                      | -                    | -                    |             | -           | -           | 312+   | 17+    |

## Palmarès

### Club
- Campionato italiano di Serie B: 1

Como: 2021-2022

#### Competizioni giovanili
- Campionato Primevera: 2

Res Roma: 2015-2016, 2016-2017